# Võng mạc
Võng mạc (tiếng Anh: retina; UK: /ˈrɛtɪnə/ RET-i-nə, US: /ˈrɛtnə, ˈrɛtənə/ RET-(ə-)nə, pl. retinae, /ˈrɛtiniː/; từ tiếng Latinh rēte, số nhiều retinae, nghĩa là "lưới") là lớp mô thần kinh của mắt và hoạt động như một cuốn phim trong máy quay. Khi ánh sáng đi vào trong mắt, nó xuyên qua giác mạc và thủy tinh thể và được hội tụ trên võng mạc. Võng mạc có chức năng chuyển năng lượng ánh sáng thành thị lực và gửi thông tin ngược về não qua những dây thần kinh thị giác. Võng mạc thần kinh thường liên quan đến ba lớp tế bào thần kinh trong võng mạc, trong khi toàn bộ võng mạc liên quan đến ba lớp tế bào cộng với một tế bào biểu mô sắc tố.
Trong sự phát sinh phôi của động vật có xương sống, võng mạc và dây thần kinh thị giác bắt nguồn tự nhiên từ não đang phát triển, đặc biệt là não trung gian phôi thai; do đó võng mạc được coi là một phần của hệ thần kinh trung ương (CNS) và thực chất là một mô não.

## Hình ảnh minh họa

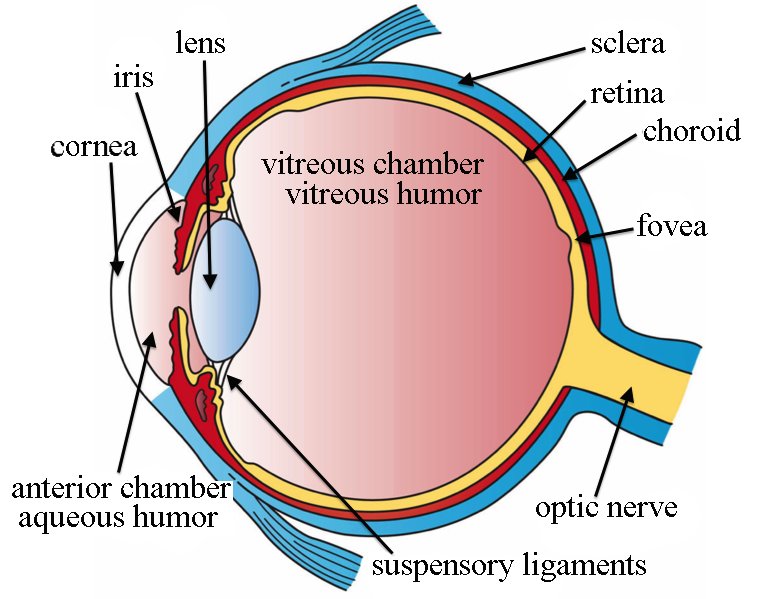
Cấu trúc của nhãn cầu
Một góc nhìn khác của mắt và cấu trúc của nhãn cầu
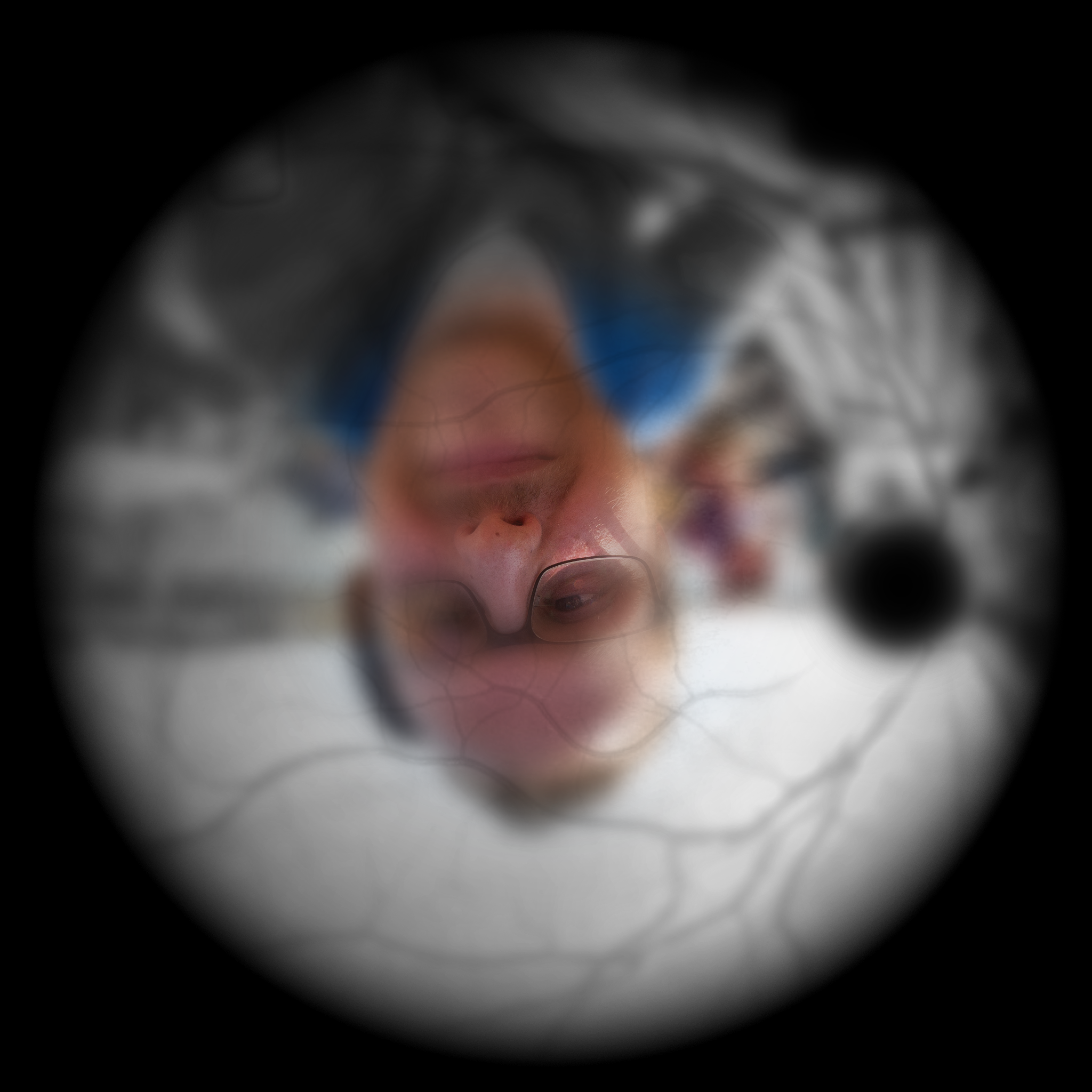
Minh họa hình ảnh 'nhìn thấy' bởi võng mạc độc lập thần kinh thị giác và vỏ striate.